# Fujiyoshida
Fujiyoshida (富士吉田市 Fujiyoshida-shi?) es una ciudad japonesa localizada en la Prefectura de Yamanashi (山梨県 Yamanashi-ken?), en la región de Chūbu, en la isla de Honshū, Japón. Obtuvo el título de ciudad el 20 de marzo de 1951.
En 2006, la ciudad tenía una población estimada de 53,892 habitantes, con una densidad de población de 438.75 habitantes/kilómetro². Tiene un área total de 121.83 km².

## Geografía
Es una ciudad localizada a bastante altitud respecto al nivel del mar. Además, está situada en las cercanías del Monte Fuji (富士山 Fuji-san?) y entre dos de los Cinco lagos del Monte Fuji (富士五湖 Fuji goko?).

## Industria
Antiguamente, los artesanos de Fujiyoshida se dedicaban a la producción de productos textiles de gran calidad. Actualmente, la ciudad es el centro del comercio y alta tecnología de la Prefectura de Yamanashi.

## Turismo
Fujiyoshida es la ciudad más grande situada en la ladera norte del Monte Fuji. El templo Kitaguchi Hongu Fuji Sengen Jinja suele ser el punto de partida para todos aquellos dispuestos a realizar la ascensión a la cima, además de para todo tipo de excursiones de senderismo y acampada en la zona de los Cinco lagos de Fuji.

## Lugares históricos y de interés
- Kitaguchi Hongu el Fuji Sengen Jinja (北口本宮浅間神社?) es un templo sintoísta dedicado al Monte Fuji. Es el punto de partida histórico para peregrinos que suben la montaña. La estructura principal se construyó originalmente en el año de 788 y fue reconstruida en el siglo XVII. Entre las partes añadidas se incluye una urna dedicada a Takeda Shingen, destacado daimyō que intentó hacerse con el gobierno de Japón en la última fase de la Era Sengoku; y un Torii rojo en la entrada, que se desarma y reconstruye cada 60 años, coincidiendo con el "Año de Fuji" .
- Pagoda de Chureito, construida en un montículo justo enfrente al Monte Fuji, ofrece una vista excelente de la montaña y es un lugar muy popular para hacer fotografías.
- Fuji-Q Highland es un parque de atracciones que cuenta con una de las norias más rápidas del mundo.

- Wikimedia Commons alberga una categoría multimedia sobre Fujiyoshida.

- Datos: Q647508
- Multimedia: Fujiyoshida, Yamanashi / Q647508

1. ↑  Ministerio de Asuntos Internos y Comunicaciones (10 de octubre de 2016). «都道府県コード及び市区町村コード» [Códigos de prefectura y municipales] (PDF) (en japonés). Consultado el 25 de enero de 2018.
2. ↑  Ministerio de Asuntos Internos y Comunicaciones (10 de octubre de 2016). «都道府県コード及び市区町村コード» [Códigos de prefectura y municipales] (XLS) (en japonés). Consultado el 25 de enero de 2018.